# Alcalde de Campo Grande
L'alcalde de Campo Grande és el cap del poder executiu del govern a la ciutat de Campo Grande, Mato Grosso do Sul. Aquest càrrec és elegit pels ciutadans i és responsable de l'administració de la ciutat.
El Poder Executiu està representat per l'Alcalde i el seu Gabinet de Secretaris, seguint el model proposat per la Constitució Federal. Des del 2017, els districtes estan administrats per subprefectures, amb els seus caps nomenats directament per l'alcalde. Actualment l'ajuntament està integrat per deu departaments: la Intervenció General d'Inspecció i Transparència (CGM); Secretaria d'Assistència Social (SAS); Secretaria de Cultura i Turisme (Sectur); Secretaria de Desenvolupament Econòmic i Ciència i Tecnologia (Sedesc); Departament d'Ensenyament (Semed); Secretaria d'Hisenda i Planificació (Sefin); Secretaria de Gestió (Seges); Secretaria de Govern i Relacions Institucionals (Segov); Secretaria d'Infraestructures i Serveis Públics (Sisep); Secretaria de Medi Ambient i Gestió Urbana (Semadur) i Secretaria de Salut (Sesau). També hi ha una secretaria especial: la Secretaria Especial de Seguretat Social i Defensa (Sesde) i quatre subsecretaries: Subsecretaria de Defensa dels Drets Humans (SDHU); sotssecretari de Polítiques de Joventut (Semju); Subsecretaria de Polítiques de la Dona (Semu) i Subsecretaria de Protecció i Defensa del Consumidor. A més del procés legislatiu i de la tasca de les secretaries, també hi ha una sèrie de consells municipals, cadascun d'ells de diferents temàtiques, integrats obligatòriament per representants dels diferents sectors de la societat civil organitzada. Actualment estan en actiu els següents ajuntaments: Consell Municipal Antidroga (Comad); de la Infància i l'Adolescència (CMDCA); d'Educació (CME); de la Gent Gran (CMI) i de la Salut (CMS) e SEJUV.

## Història
Campo Grande va començar com un petit poble fundat el 1877 pels agricultors José Antônio Pereira i Manoel Vieira de Sousa (també conegut com Manoel Olivério), que van venir de Minas Gerais, Brasil just després del final de la Guerra del Paraguai. Van fundar el poble, conegut aleshores com a Santo Antônio de Campo Grande, prop dels penya-segats de la Serra de Maracaju, a la confluència de dos rierols anomenats Prosa i Segredo (en portuguès per "conversa" i "secret", respectivament), els cursos dels quals ara coincideixen amb dues de les avingudes més importants de la ciutat. A finals de 1877, el fundador va construir la primera església del poble. Les cases aproximadament alineades formaven el primer carrer, conegut com a Rua Velha (carrer Vell), avui Rua 26 d'Agost (carrer 26 d'agost). Aquest carrer acabava on avui es troba una plaça en honor als immigrants que després van arribar a la ciutat.
La ciutat va començar a desenvolupar-se relativament ràpid a causa del seu clima i ubicació privilegiades. Aquests factors van atraure gent d'altres regions del país, especialment del sud, el sud-est i les regions del nord-est. L'assentament va ser reconegut oficialment com a municipi pel govern de l'estat el 26 d'agost de 1899 i va ser rebatejat com a Campo Grande-MS.

## Canvis polítics
Al llarg de la seva història, el càrrec d'alcalde ha experimentat diferents canvis en el seu procés de selecció. Durant la Revolució de 1930, l'alcalde va ser deposat i substituït el mateix dia que Getúlio Vargas es va convertir en president del Brasil. Posteriorment, el procés d'elecció de l'alcalde es va canviar a vot secret. Hi ha hagut èpoques, com l'època Vargas i la dictadura militar, en què l'alcalde era nomenat pel governador de l'estat. Les eleccions democràtiques per a l'alcalde es van reprendre el 1985. L'any 2014, l'alcalde Alcides Bernal va ser destituït, i el seu adjunt, Gilmar Olarte, va prendre el relleu. Tanmateix, Olarte va ser posteriorment destituït del càrrec, i Bernal va tornar com a alcalde arran d'una decisió judicial.

## Actual alcalde
A partir del 2022, l'alcaldessa de Campo Grande és Adriane Lopes, que va assumir el càrrec després de la renúncia de Marquinhos Trad.

## Llista
- Francisco Mestre, 1899–1904
- pt, 1904–1909
- João Carlos Sebastião, 1909
- José Santiago, 1909–1910, 1912–1914
- Antônio Norberto de Almeida, 1910–1911, 1919–1920
- João Clímaco Vidal, 1915
- Sebastião da Costa Lima, 1915–1917
- Fernando Novais, 1917
- Leonel Velasco, 1918
- pt, 1918, 1931–1932, 1934–1935, 1941–1942
- pt, 1918–1919
- pt, 1920–1921
- pt, 1921–1924
- Arnaldo Estevão de Figueiredo, 1924–1926
- Jonas Corrêa da Costa, 1927–1929
- Inácio Franco de Carvalho, 1929
- Antonio Antero de Barros, 1930
- Mário Pinto Peixoto da Cunha, 1930
- Deusdedit de Carvalho, 1930
- Cesar Bacchi de Araújo, 1930–1931
- Valdomiro Siqueira, 1931
- Arthur Jorge Mendes Sobrinho, 1932
- Ytrio Corrêa da Costa, 1932–1933
- Pacífico Lopes de Siqueira, 1933–1934
- Antônio Luís Almeida Boaventura, 1935–1937
- Lourival Azambuja, 1937
- Juvenal Vieira de Almeida, 1937
- Eduardo Olímpio Machado, 1937–1941
- Demósthenes Martins, 1941, 1942–1945
- Joaquim Teodoro de Faria, 1945–1947
- Carlos Hugueney Filho, 1947
- pt, 1947–1951
- pt, 1951–1952
- Mário Carrato, 1952
- Nelson Borges de Barros, 1952–1953
- pt, 1953–1955
- Marcílio de Oliveira Lima, 1955–1959
- Wilson Barbosa Martins, 1959–1963
- Luiz Alexandre de Oliveira, 1963
- pt, 1963–1967
- pt, 1967–1970
- Mendes Canale, 1970–1973
- pt, 1973–1977, 1980–1982
- Marcelo Miranda, 1977–1979
- Albino Coimbra Filho, 1979–1980
- Leon Denizart Conte, 1980
- Valdir Pires Cardoso, 1982
- Heráclito de Figueiredo, 1982–1983
- Nelly Bacha, 1983
- pt, 1983–1985, 1989–1992
- pt, 1986–1988, 1993–1996
- André Puccinelli, 1997–2004
- Nelson Trad Filho, 2005–2012
- pt, 2013–2014, 2015–2016
- pt, 2014–2015
- Marcos Trad, 2017–2022[7]
- Adriane Lopes, 2022—present[8]